# Филип Илков
Филип Руменов Илков е български футболист, защитник. Играл е за Левски (София), Химик (Дупница), Металург, Искър, Черно море и Беласица. В А група има 88 мача и 5 гола.
След приключване на активната си състезателна кариера е играещ помощник-треньор в Германея (Сапарева баня).
Понастоящем е треньор по футбол с лиценз UEFA B.

## Статистика по сезони
- Левски (Сф) – 1993/ес. — А група, 1 мач/0 гола
- Химик – 1994/95 – В група, 14/2
- Химик – 1995/96 – В група, 21/3
- Металург – 1996/97 – Б група, 31/3
- Металург – 1997/98 – А група, 28/2
- Металург – 1998/99 – А група, 26/1
- Искър – 1999/ес. — Б група, 3/0
- Черно море – 1999/00 – Б група, 16/1
- Черно море – 2000/01 – А група, 14/1
- Черно море – 2001/02 – А група, 12/1
- Беласица – 2003/пр. — Б група, 14/0
- Беласица – 2003/ес. — А група, 7/0